# Ohope Beach

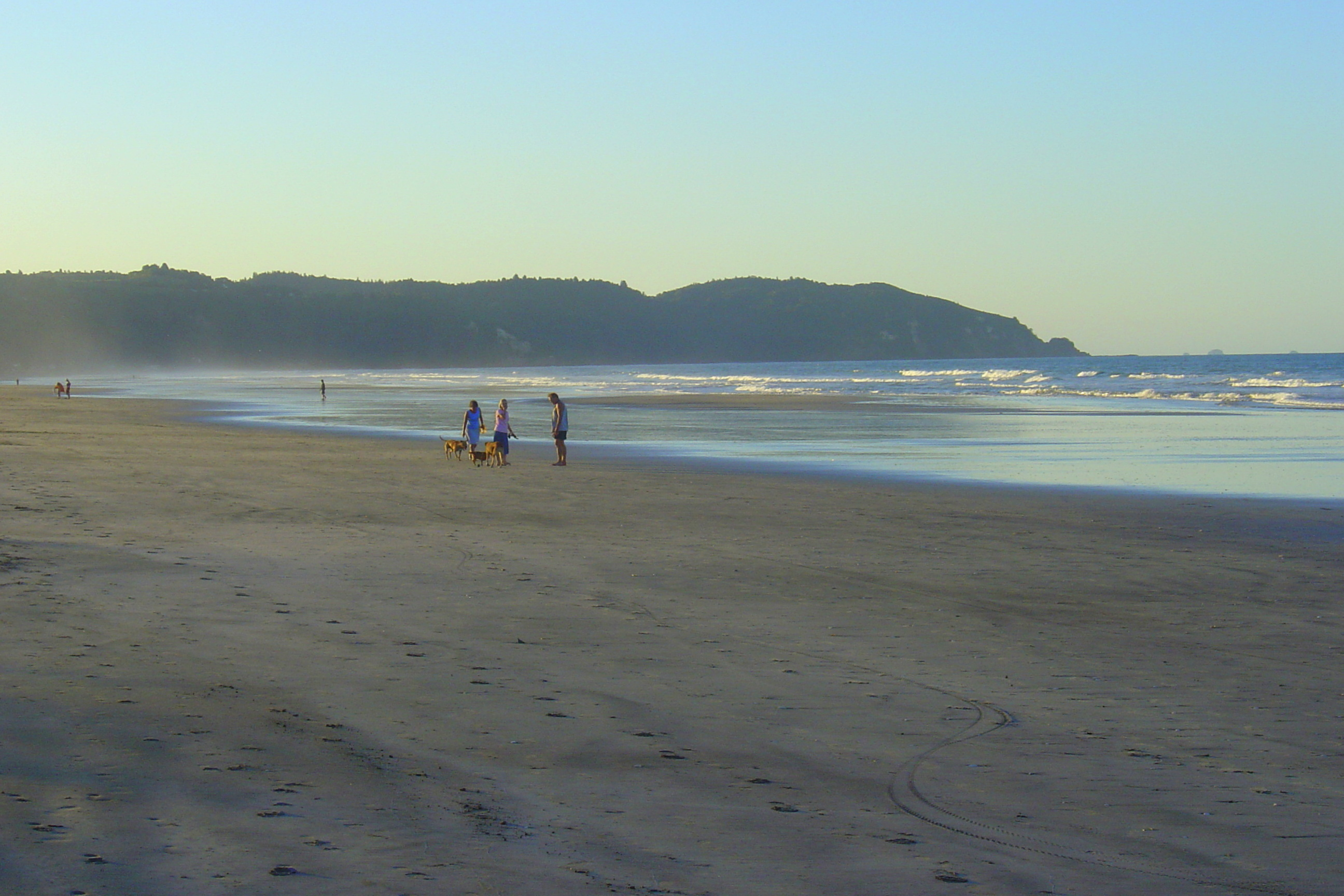
Au petit matin vue sur la plage d’Ohope Beach en été

Ohope Beach (Maori: "Ōhope") est une plage de l’est de la baie de l’Abondance, située dans l’Île du Nord de la Nouvelle-Zélande.

## Situation
Elle est localisée à 6 kilomètresà l’est et au-delà des collines du secteur de la ville de Whakatane.

## Destination de vacances
C’est une destination de vacances populaire durant l’été en Nouvelle-Zélande avec plusieurs kilomètres de plages sures pour la natation. 
L’extrémité ouest de la plage est réputée pour le surf durant l’été et plus particulièrement durant la période de Noël.

## Installations de la ville
Ohope est aussi le siège de l’école de école primaire d’Ohope beach (en), qui contient 12 salles de classe.

## Galerie

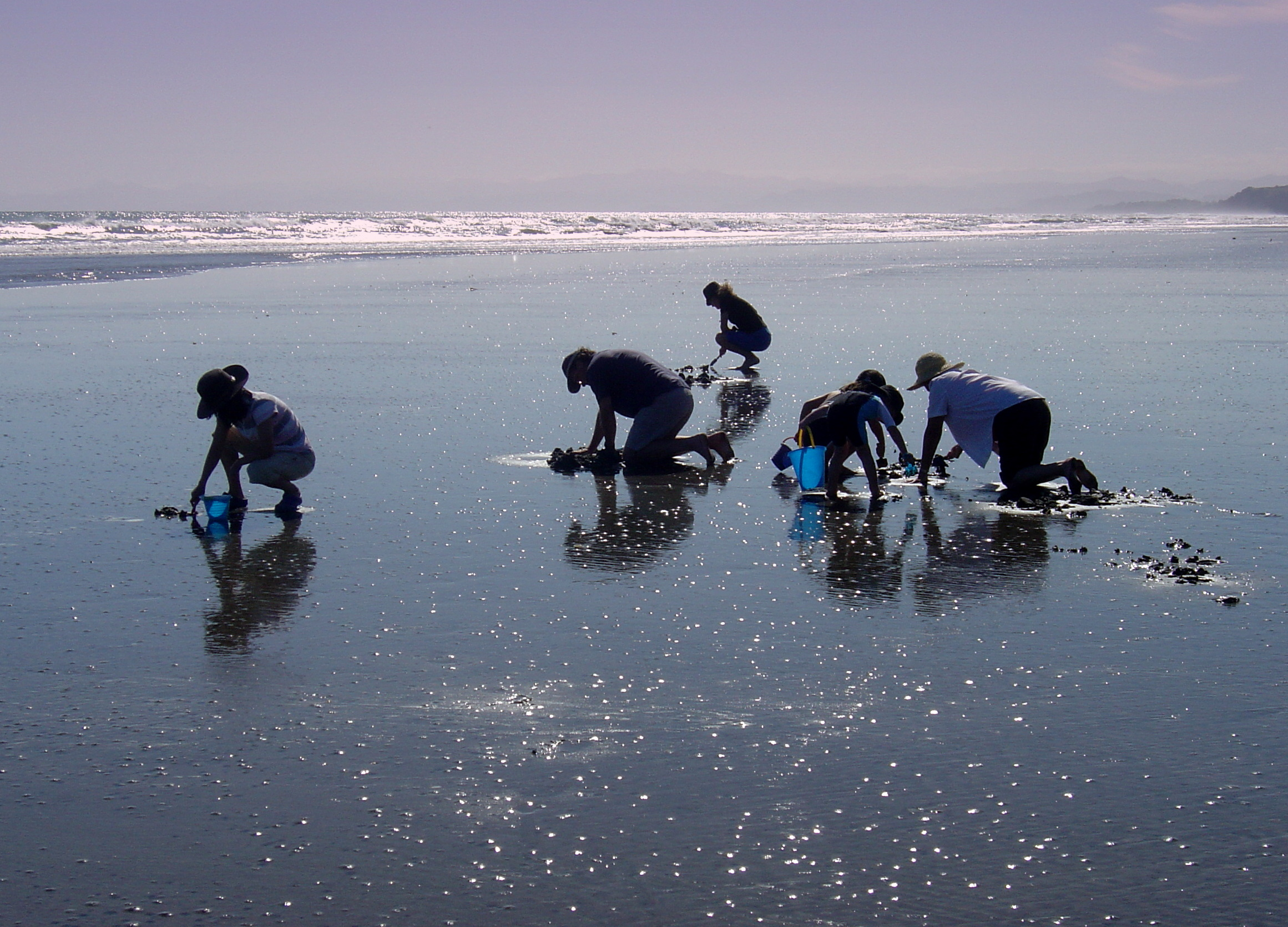
Bêchage à la recherche des tuatua sur la plage de Ohope en été.
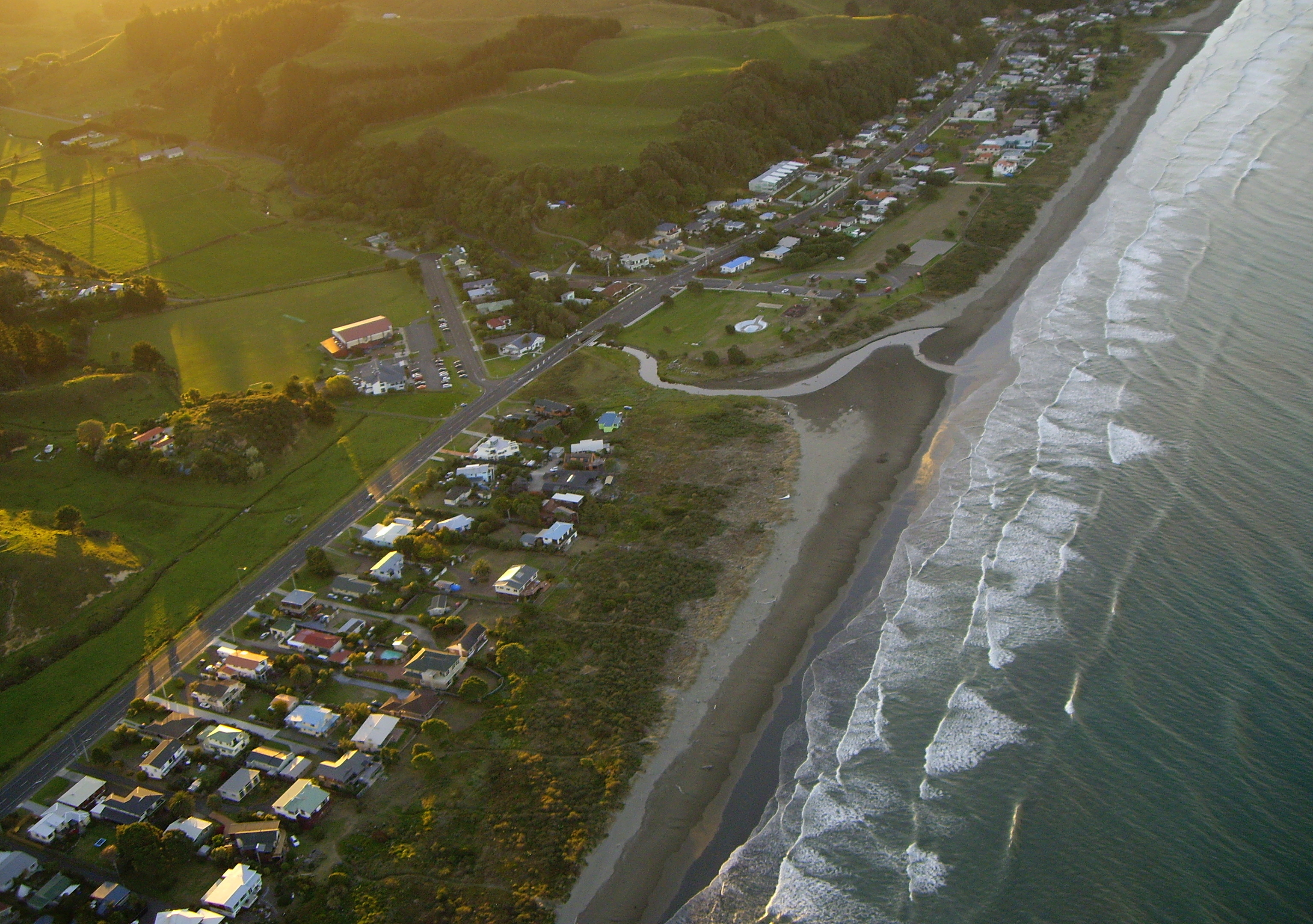
La plage de Ohope vue du dessus